# Tower 185
 (décembre 2023).
Si vous disposez d'ouvrages ou d'articles de référence ou si vous connaissez des sites web de qualité traitant du thème abordé ici, merci de compléter l'article en donnant les références utiles à sa vérifiabilité et en les liant à la section « Notes et références ».
La Tower 185 ou T185 est un gratte-ciel de bureaux situé dans le Quartier d'affaires à Francfort (Allemagne).

## Description
Dessinée par Christoph Mäckler, elle occupée par le siège social en Allemagne du groupe PricewaterhouseCoopers.